# Dendrophthora
Dendrophthora es un género con 163 especies de plantas de flores perteneciente a la familia Santalaceae. 

## Especies seleccionadas
- Dendrophthora aequatoris
- Dendrophthora albescens
- Dendrophthora amalfiensis